# 胴斬り
胴斬り（どうぎり）は古典落語の演目。滑稽噺。原話は、宝永2年（1705年）に出版された笑話本『軽口あられ酒』の一遍である『喧嘩胴切』。

## 概要
宝永2年（1705年）に出版された笑話本『軽口あられ酒』の一遍である『喧嘩胴切』を原話とするが、これにはサゲに相当する部分がない。現在に一般に知られるサゲは下記のあらすじの通りだが、元々のサゲは足が「女湯ばかり覗かないでくれ。ふんどしが外れていけねえ」というバレ噺（下ネタ）であった。ただし、幕末に編纂された『甲子夜話』には、現在の小便のサゲである話が収録されており、東大落語会は、もともとが現代の小便のサゲであったものがバレ噺に改作され、その後、元の小便のサゲに戻ったと推測している。

## あらすじ
ある酔った男が夜道を歩いていたところ、出会った侍に喧嘩をふっかける。怒った侍は男の胴を一文字に斬り、その場を去る。しかし、侍は居合の達人だったのかあまりにも見事な太刀筋であったため、男は上半身が横にずれて天水桶の上に乗っかっただけという状態で命が助かる。胴（上半身）と足（下半身）が分かれてしまい、男は何も出来ず困っていると、偶然にも兄貴分が通り掛かり、事情を話して助けてもらい、無事に帰宅する。
翌日、兄貴分が男の家を尋ねると、胴は飯を食い、足はそこらじゅうを跳ね回るなど、やはり男は生きている。男はもとは大工だが、もはやこんな身体では仕事を続けることができないと嘆き、兄貴分は一肌脱いで、相応しい仕事を見つけてくる。それは胴は動かなくていい銭湯の番台勤めで、足は足だけあれば十分な蒟蒻屋で蒟蒻玉を踏み続けるという仕事であった。こうして男は天職を見つけたとして仕事を喜び、彼を雇う銭湯や蒟蒻屋の主人たちも、その働きぶりに関心し、兄貴分に感謝するほどであった。
しばらくたって兄貴分が銭湯の胴に会いに行くと、彼は「目が霞んで仕方がないので、三里の灸を据えたいと思う。足に頼んできてくれ」と言伝を頼む。そこで兄貴分が足の所へ伺うと、彼は胴の頼みを快く引き受けた上で、自分も胴に言伝を頼みたいという。
「あまり湯茶を飲まないように言ってくれ。小便が近くていけねえ」